# Imidazolidinone
| Gefahrensymbol | Gefahrensymbol |

| Gefahrensymbol |

Die Imidazolidinone sind eine Stoffgruppe chemischer Verbindungen, die sich vom Imidazolidin ableiten, wobei eine Methylengruppe durch eine Carbonylgruppe ersetzt ist. Durch die unterschiedliche Anordnung der Carbonylgruppe ergeben sich die zwei Konstitutionsisomere 2-Imidazolidinon und 4-Imidazolidinon.

## Eigenschaften
Während die einzige Funktionelle Gruppe im 2-Imidazolidinon ein Harnstoff ist und die Verbindung somit recht stabil ist, liegt im 4-Imidazolidinon ein Aminal vor, welches die Verbindung anfällig für die Hydrolyse oder den Angriff sonstiger Nucleophile macht. Im neutralen wässrigen Medium ist 4-Imidazolidinon dagegen allerdings relativ stabil, was offensichtlich mit der Einbindung des einen Stickstoffatoms in ein Amid in Zusammenhang steht; es liegt somit nicht wirklich ein echtes Aminal vor. Man kann sagen, dass die Stabilität von 4-Imidazolidinon gegenüber der Stabilität klassischer Aminale durch die Amidresonanz erhöht ist.

## Vorkommen
Das Strukturelement der Imidazolidinone findet sich in Naturstoffen und Arzneistoffen. So ist die 2-Imidazolidinon–Untereinheit etwa in Biotin, Azlocillin, Mezlocillin, Trimethaphan und Niridazol; die 4-Imidazolidinon–Untereinheit in Hetacillin, Fluspirilen und Spiperon vorhanden.

## Externe Links zu erwähnten Verbindungen
1. ↑  Externe Identifikatoren von bzw. Datenbank-Links zu Imidazolidin:  CAS-Nr.: 504-74-5, PubChem: 449488, ChemSpider: 396007, Wikidata: Q3131185.
2. ↑  Externe Identifikatoren von bzw. Datenbank-Links zu Trimethaphan:  CAS-Nr.: 7187-66-8, PubChem: 23576, ChemSpider: 22044, DrugBank: DBDB01116, Wikidata: Q9361596.
3. ↑  Externe Identifikatoren von bzw. Datenbank-Links zu Hetacillin:  CAS-Nr.: 3511-16-8, EG-Nr.: 222-512-5, ECHA-InfoCard: 100.020.466, PubChem: 443387, ChemSpider: 391616, DrugBank: DBDB00739, Wikidata: Q5746710.